# Петерскирхен
Петерскирхен (нем. Peterskirchen) — община (нем. Gemeinde) в Австрии, в федеральной земле Верхняя Австрия. 
Входит в состав округа Рид-им-Иннкрайс.  Население составляет 698 человек (на 31 декабря 2005 года). Занимает площадь 10 км². Официальный код  —  41222.

## Политическая ситуация
Бургомистр общины — Штефан Маер (АНП) по результатам выборов 2003 года.
Совет представителей общины (нем. Gemeinderat) состоит из 13 мест.
- АНП занимает 10 мест.
- СДПА занимает 2 места.
- АПС занимает 1 место.